# Krigare

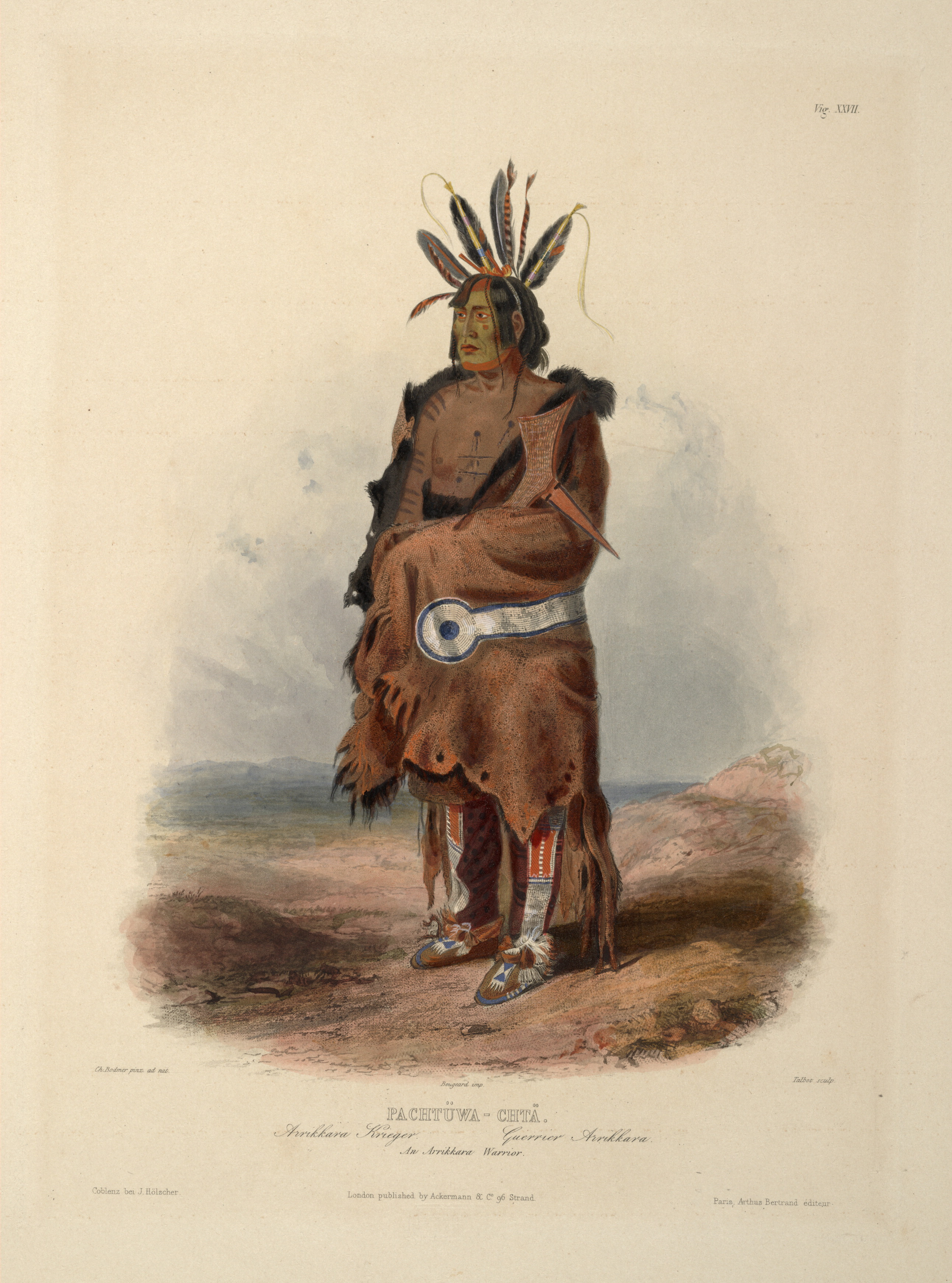
En krigare från arrikara-stammen.

Krigare, kämpe eller stridsman, i modern tid även yrkessoldat, är en person såsom en soldat eller annan person som ofta eller yrkesmässigt är involverad i strid, då vanligen på operativ och inte strategisk nivå.
Termen används i dag i princip bara om historiska eller fiktiva personer, men uttrycket kan ibland även användas ironiskt eller i överförd betydelse.
I vissa förhistoriska samhällen har en samhällsklass eller något stånd haft en särskild roll som krigare. Det har bland annat gällt den europeiska adeln, den indiska kshatriya-kasten eller japanska samurajer.

## Typer
inkomplett lista
- Bärsärk
  - Ulvhedning
- Enhärje
- Envigskämpe
- Frihetskämpe
- Förkämpe
- Hirdmän
- Huskarl
- Knekt
  - Landsknekt
  - Legoknekt, legosoldat
- Krigarmunk
- Riddare
  - Korsriddare
- Samuraj
- Sjökrigare, sjökämpe
  - Viking
- Slagskämpe
- Vagnkämpe

## Kvinnokrigare

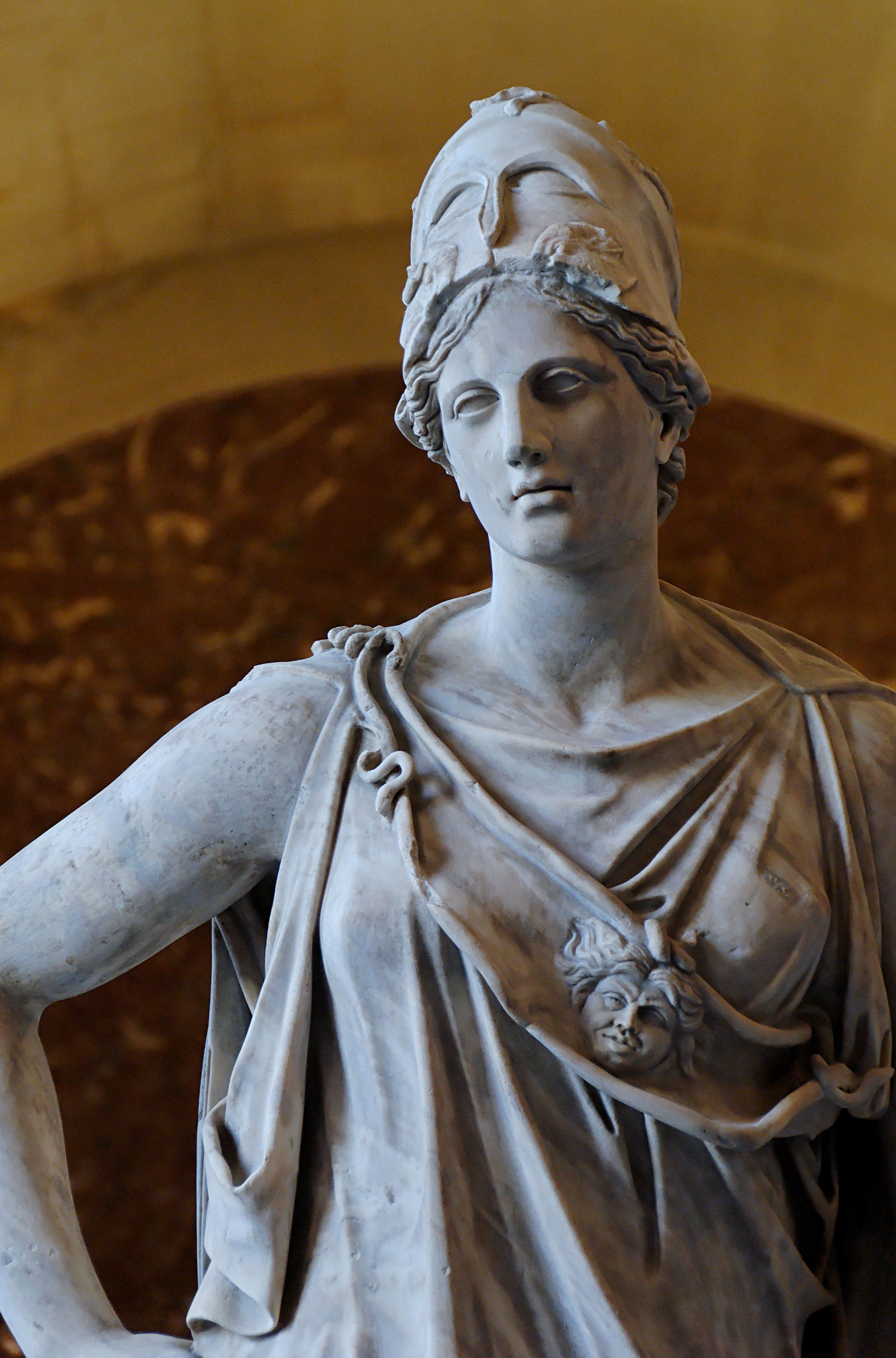
Athena, vishetens och krigets gudinna i grekisk mytologi.

Kvinnliga krigare har historiskt kallats krigarinna, krigerska, kämparinna, kämperska, krigsmö etc.
I historien kan bland annat nämnas:
- Amasoner – en krigarstat från grekisk mytologi helt bestående av kvinnor etc
- Athena –  vishetens och krigets gudinna i grekisk mytologi
- Jeanne d'Arc – Frankrikes nationalhelgon, överbefälhavare för franska hären under hundraårskriget
- Sköldmö – inom fornnordisk mytologi, en kvinna som valde att delta i strid